# 多羅尾光雅
多羅尾 光雅（たらお みつのり）は、安土桃山時代から江戸時代初期の武将。江戸幕府旗本

## 生涯
天正10年（1582年）徳川家康の伊賀越えに際して父と共にこれに協力し、自ら伊賀越えに同道して伊勢白子まで家康を警護した。その功により山城国内に所領を与えられたが、のち豊臣秀吉の命に背いた事により所領を失った。天正19年（1591年）家康から甲賀郡信楽に3500石を与えられ、のち兄光太に所領を割いた。慶長5年（1600年）関ヶ原の戦いでは筒井定次の与力として参戦。大坂の陣にはいずれも従軍した。戦後、内藤信正が入部した高槻城の普請奉行を花房職則らと共に務めている。